# 三鷹恵子
三鷹 恵子（みたか けいこ）は、元宝塚歌劇団雪組副組長。広島県出身。宝塚歌劇団時代の愛称は「エムコ」、「ケイ」、「バケラ」。

## 来歴
1941年に宝塚音楽舞踊学校（後の宝塚音楽学校）に入学し、1946年に31期生として宝塚歌劇団の初舞台を踏む。
1965年?から1975年5月19日まで雪組副組長を務める。
1986年に宝塚歌劇団を退団。

## 宝塚歌劇団時代の主な舞台
- 『アラビアン・ナイト』踊る女 役（1950年8月）
- 『猿飛佐助』於多胡 役（1952年3月）
- 『ジャワの踊り子』ティティン 役（1952年10月）
- 『ひめゆりの塔』知念春子 役（1953年7月）
- 『出雲の阿国』宮路 役（1955年10月）
- 第一回ハワイ公演に参加（1955年3月 - 4月）
- 『ラブリー・ロマンス』混血娘クエンチン 役（1959年4月）
- 『弓帳月』簓江 役（1959年8月）
- 『残雪』千代 役／『華麗なる千拍子』ボンゴの踊り子ソロ 役（1961年2月）
- 『美しく花の如く』マーナ 役（1961年6月）
- 『笹四郎の笛』観音様 役／『アンコール・ワット』侍女ルデイタ 役（1964年10月）
- 『ブロードウェイ・テンペスト』シルビア 役（1964年12月）
- 『佐渡の昼顔』お夏 役（1965年11月：東京）
- 『おてもやん』お遊 役（1967年4月 - 5月）
- 『花のオランダ坂』幻想のツル 役（1967年9月）
- 『回転木馬』アーミニー 役（1969年5月 - 7月）
- 『能登の恋歌』なんなのおばば 役 ＊努力賞受賞／『ラブ・パレード』ジュリア 役（1969年10月）
- 『四季の踊り絵巻』女臈 役（1970年3月 - 4月）タカラヅカEXPO'70第1部
- 『かぐら』坐子 役（1972年3月 - 4月）
- 『落葉のしらべ』おとき 役（1972年10月）
- 『たけくらべ』和尚の妻まき 役（1973年11月）
- 『ベルサイユのばらII』ポリニャック伯爵夫人 役（1975年8月 - 9月）
- 『マリウス』オノリーヌ 役（1978年6月 - 7月：宝塚バウホール）
- 『いのちある限り』松嶋みち 役（1978年9月 - 10月：宝塚バウホール）
- 『バレンシアの熱い花』セレスティーナ夫人 役（1979年11月：東京）
- 『去りゆきし君がために』エスメラルダ 役（1980年2月 - 3月）
- 『白鳥の道を越えて』マルゲリータ 役（1981年6月 - 8月）
- 『永遠物語』よね 役（1982年3月 - 4月：宝塚バウホール）
- 『うたかたの恋』エリザベート 役（1983年5月 - 6月）
- 『花供養』中宮和子 役（1984年3月 - 4月：宝塚バウホール）
- 『愛のカレードスコープ』第三話：マリア・テレジア 役（1985年6月 - 8月）
- 『百花扇』京の芸者 役（1986年5月 - 6月）

## 映画
- 遠山金さん捕物控 影に居た男（1956年、東宝）- 妻おこん 役
- 美貌の都（1957年、東宝）- 女秘書 役
- ますらを派出夫会 男なりゃこそ（1957年、東宝）- 岸英子友人B 役

## テレビドラマ
- 風見鶏（1977年、NHK） - 庄司由起 役